# Concert du nouvel an à Vienne

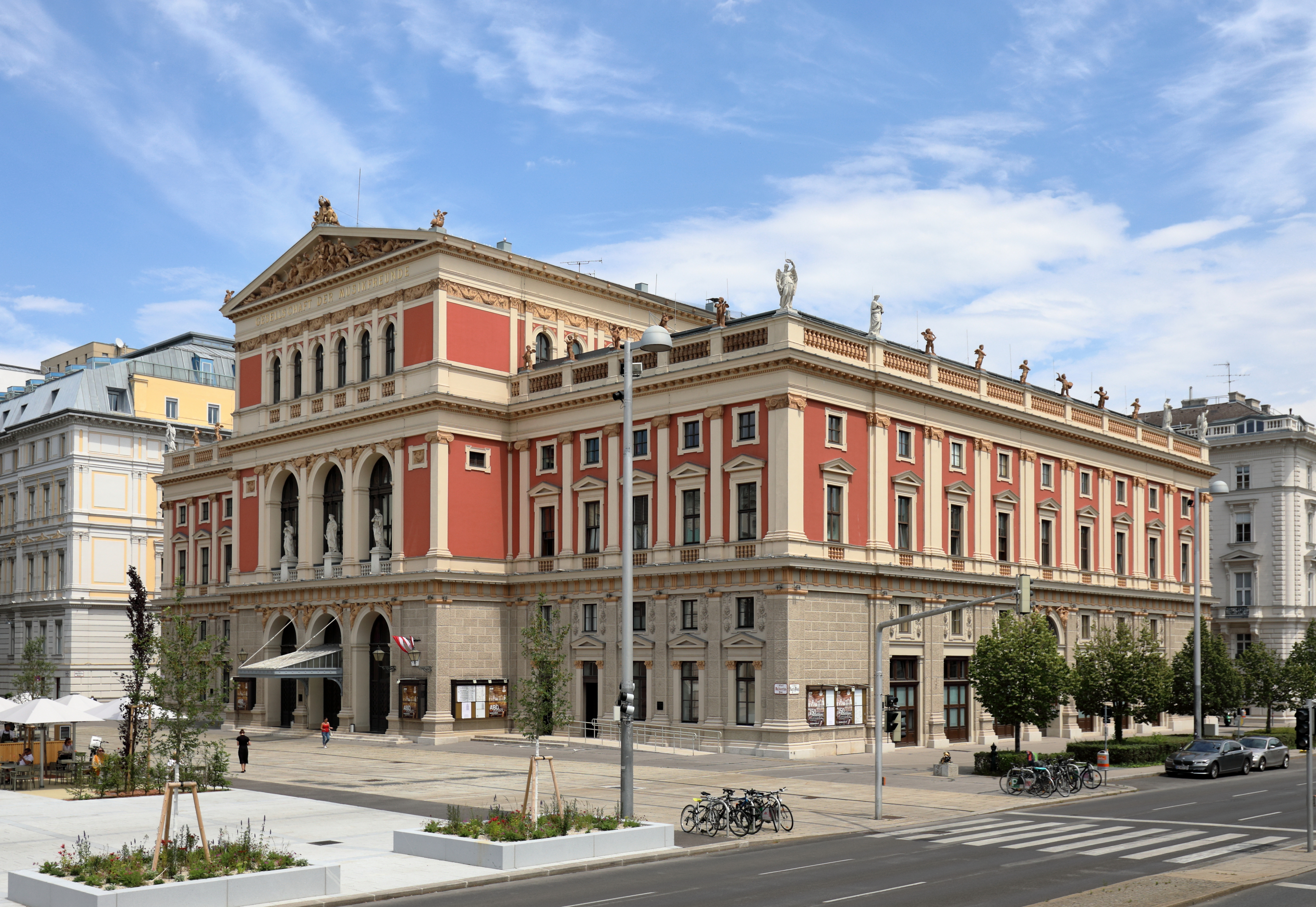
Vue extérieure du Musikverein de Vienne.

Le Concert du nouvel an à Vienne (Neujahrskonzert der Wiener Philharmoniker) est un concert annuel de musique classique donné par l'Orchestre philharmonique de Vienne le matin du nouvel an à Vienne (Autriche).
Organisé pour la première fois les 30 et 31 décembre 1939,, il se déroule dans la Salle dorée (Goldener Saal) du Musikverein le 1er janvier et bénéficie depuis 1958 d'une diffusion radiotélévisée en direct.
Retransmis par le réseau Eurovision et en mondovision, le Concert du nouvel an de Vienne est diffusé dans 90 pays. Son audience, estimée à 50 millions de personnes, en fait le second événement musical européen en termes d'audience, après le Concours Eurovision de la chanson.

## Historique

### Programmation musicale
La musique qui est jouée lors du concert est principalement celle de la famille Strauss (Johann Strauss et ses trois fils, Johann, Josef et Eduard) et uniquement de cette famille jusqu'en 1960 : en 1961, Hofballtänze, valse de Joseph Lanner est la première œuvre non écrite par un membre de la famille à être jouée. Eduard Strauss, le benjamin de la famille, ne fait son entrée au programme qu'en 1964, et en 1980, le Français Jacques Offenbach est le premier compositeur non autrichien à être interprété. En 2025, Constance Geiger est la première compositrice à y être jouée.

La famille Strauss
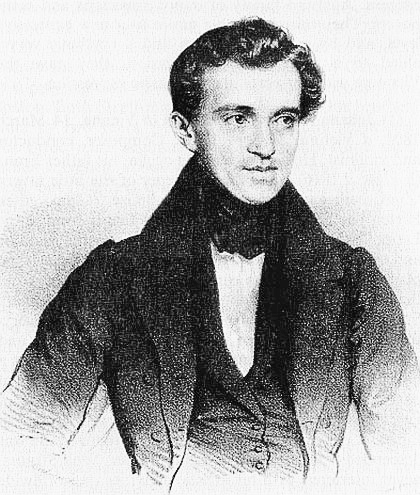
Johann Strauss (père).
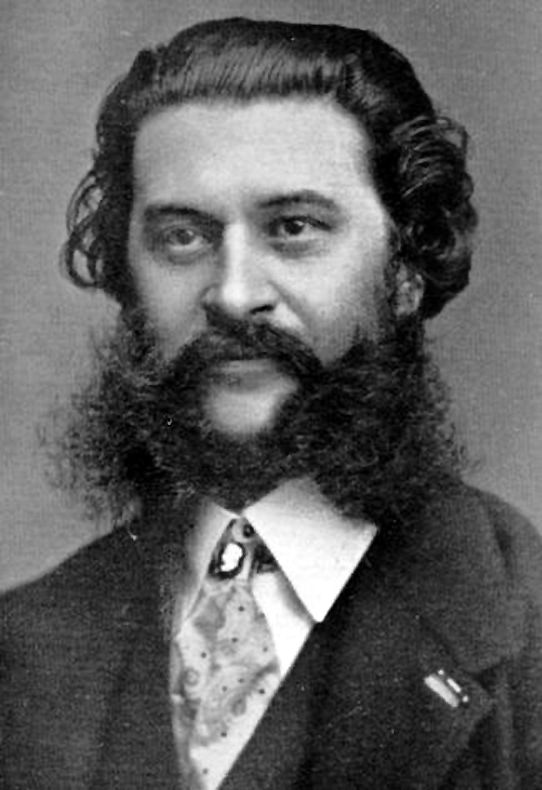
Johann Strauss (fils).
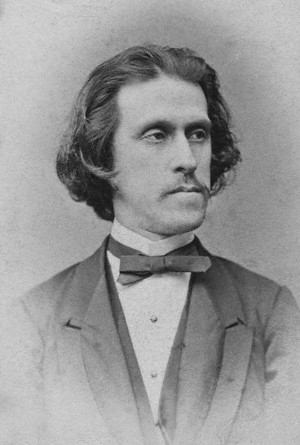
Josef Strauss.
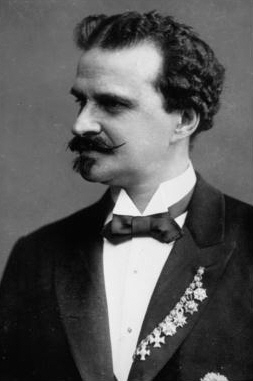
Eduard Strauss.

Parmi les compositeurs n'appartenant pas à la famille Strauss ayant eu les honneurs du Concert du nouvel an, on compte à au moins une dizaine de concerts : Joseph Lanner, Carl Michael Ziehrer, Franz von Suppé et Josef Hellmesberger II, tous Autrichiens.
D'autres célébrités comme Carl Maria von Weber (Invitation à la valse), Johannes Brahms (Danses hongroises), Joseph Haydn (finale de la Symphonie no 45 dite des Adieux), Richard Wagner (Prélude du troisième acte de l'opéra Lohengrin), Ludwig van Beethoven (Douze contredanses, WoO 14), Hector Berlioz (Le Carnaval romain), Giuseppe Verdi (Prestissimo du ballet du troisième acte de l'opéra Don Carlos), Gioachino Rossini (Ouverture de l'opéra La Pie voleuse), Franz Liszt (Mephisto-Valse n° 1) et Anton Bruckner (Quadrille, WAB.121) ont été joués chacun à un unique concert, la plupart du temps à l'occasion d'un centenaire ou cinquantenaire de la naissance ou de la mort du compositeur.
Aucun compositeur vivant n'a été interprété au concert du nouvel an. Le compositeur le plus récent est Robert Stolz, mort en 1975, avec sa No-Marsch, interprétée en 2016.

Autres compositeurs autrichiens souvent joués
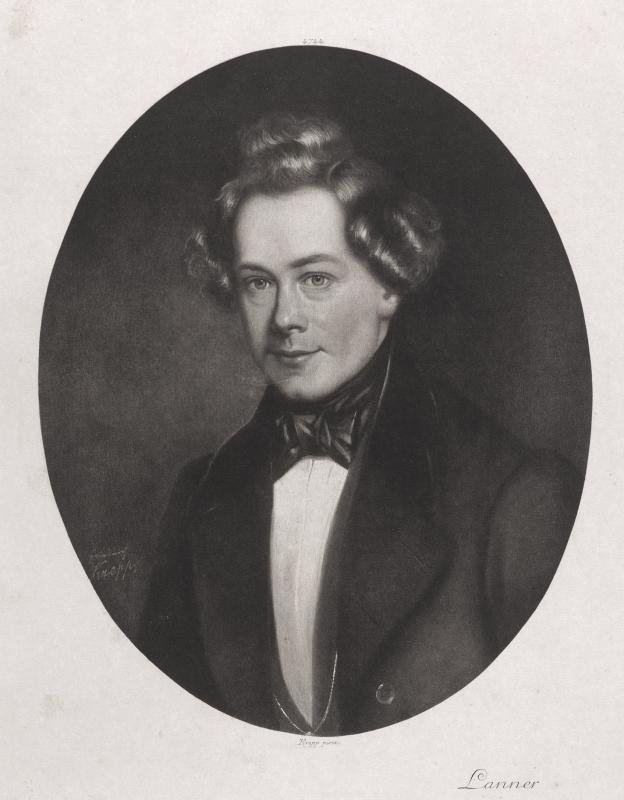
Joseph Lanner.
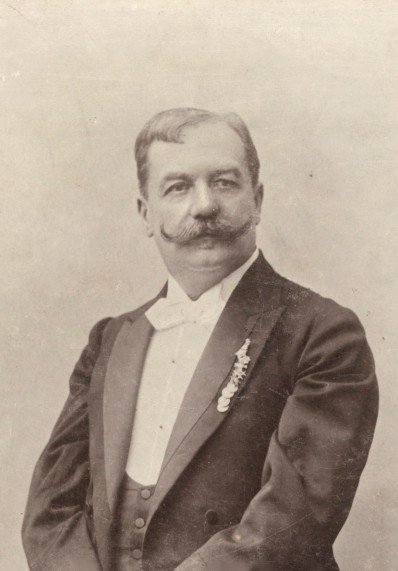
Carl Michael Ziehrer.
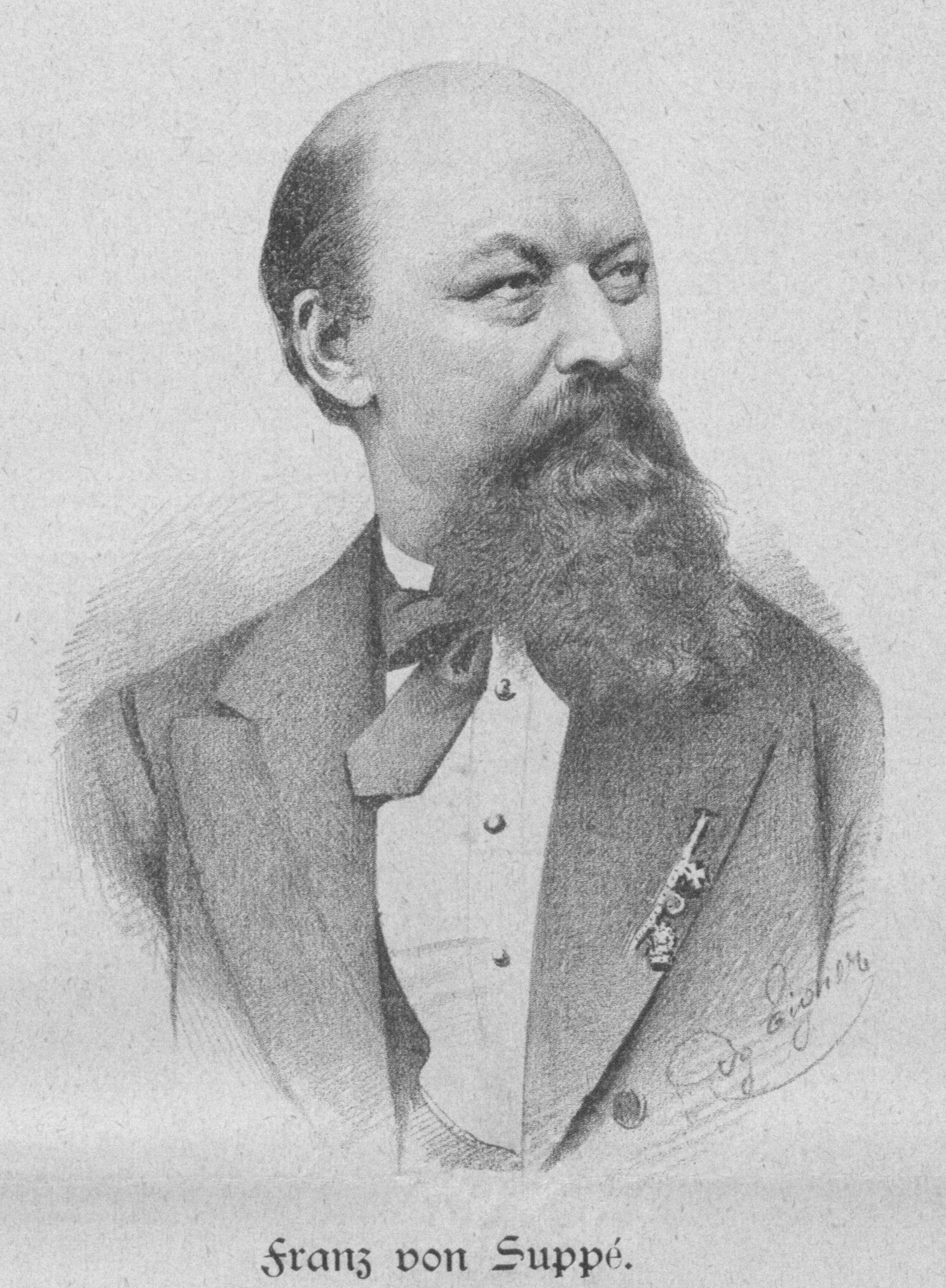
Franz von Suppé.
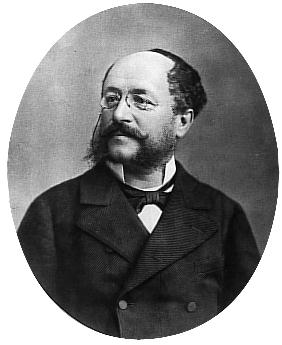
Josef Hellmesberger II.

Depuis 1958, le concert se termine généralement par trois bis après le programme principal. Le premier est traditionnellement une polka rapide. Le deuxième est la pièce de Johann Strauss II : la valse Le Beau Danube bleu, dont l'introduction est interrompue par les applaudissements du public. À cet instant, le chef d'orchestre souhaite en allemand une bonne année au public, accompagné par les musiciens en ces termes : « Die Wiener Philarmoniker und ich wünschen Ihnen Prosit Neujahr! » ce qui se traduit par « L'orchestre philharmonique de Vienne et moi, vous souhaitons une bonne nouvelle année ! ». Ensuite, ces derniers jouent le morceau en entier, suivi par la Marche de Radetzky de Johann Strauss. Durant cette dernière pièce, depuis quelques années, le public tape des mains en rythme et le chef d'orchestre se tourne vers lui pour le diriger conjointement avec l'orchestre. Toutefois, en 1967 Le Beau Danube bleu termine le programme principal, alors qu'en 2005 la Marche de Radetzky n'est pas jouée, par considération envers les victimes du récent tsunami en Asie du Sud-Est.
Les œuvres les plus jouées (au moins vingt fois) au concert du nouvel an sont de la sorte par ordre décroissant : Le Beau Danube bleu, Marche de Radetzky, Pizzicato-Polka, Perpetuum mobile. Ein musikalischer Scherz, l'ouverture de l'opérette Der Zigeunerbaron et Kaiserwalzer.
Le concert est aussi l'occasion d'entendre les Petits Chanteurs de Vienne dans certaines des œuvres interprétées. Certaines pièces sont également accompagnées par des scènes de danse tournées à l'intérieur de la salle ou en extérieur.

### Chefs d'orchestre
Les deux premiers concerts ont lieu les 30 et 31 décembre 1939, à l'occasion du nouvel an 1940, et sont dirigés par Clemens Krauss. Le chef qui a le plus longtemps dirigé le Neujahrskonzert est Willi Boskovsky, premier violon de l'orchestre, entre 1955 et 1979, soit au total vingt-cinq éditions. Ce dernier est également le premier chef à incorporer au programme une œuvre non composée par un membre de la famille Strauss. À la mort de celui-ci l'Orchestre philharmonique de Vienne nomme son premier chef non autrichien, l'Américain Lorin Maazel.
Depuis 1987, l'orchestre sélectionne un chef différent d'année en année: avec sept directions entre 1993 et 2025, c'est l'Italien Riccardo Muti qui en détient le plus dans ce nouveau format.
Le plus vieux chef d'orchestre à avoir dirigé le concert est Georges Prêtre qui a 83 ans lors de sa première direction en 2008. Ce record d'âge sera égalé par Riccardo Muti lors du concert du nouvel an de 2025. Le plus jeune chef à avoir dirigé le concert est Gustavo Dudamel, âgé de 35 ans lors de sa première direction en 2017. La moyenne d'âge des chefs lors de leur première direction est de 54 ans.
Depuis sa création, dix-neuf chefs, tous masculins, ont dirigé le concert annuel :
- Clemens Krauss (†) : 1940, 1941 à 1945, 1948 à 1954 (13 fois)
- Josef Krips (†) : 1946, 1947 (2 fois)
- Willi Boskovsky (†) : 1955 à 1979 (25 fois)
- Lorin Maazel (†) : 1980 à 1986, 1994, 1996, 1999, 2005 (11 fois)
- Herbert von Karajan (†) : 1987 (1 fois)
- Claudio Abbado (†) : 1988, 1991 (2 fois)
- Carlos Kleiber (†) : 1989, 1992 (2 fois)
- Zubin Mehta : 1990, 1995, 1998, 2007, 2015 (5 fois)
- Riccardo Muti : 1993, 1997, 2000, 2004, 2018, 2021, 2025 (7 fois)
- Nikolaus Harnoncourt (†) : 2001, 2003 (2 fois)
- Seiji Ozawa (†) : 2002 (1 fois)
- Mariss Jansons (†) : 2006, 2012, 2016 (3 fois)
- Georges Prêtre (†) : 2008, 2010 (2 fois)
- Daniel Barenboim : 2009, 2014, 2022 (3 fois)
- Franz Welser-Möst : 2011, 2013, 2023 (3 fois)
- Gustavo Dudamel : 2017 (1 fois)
- Christian Thielemann : 2019, 2024 (2 fois)
- Andris Nelsons : 2020 (1 fois)
- Yannick Nézet-Séguin : 2026 (1 fois)

### Quelques événements notables
En 2002, premier jour de circulation de l'euro, Seiji Ozawa dirige sous un panneau bleu portant le caractère €, reproduisant le rite confucéen de la musique yayue devant les tablettes des ancêtres.
En 2005, l'Australienne Simone Young est la première femme à diriger l'Orchestre philharmonique de Vienne, mais en dehors du concert du nouvel an qui attend toujours sa première cheffe. Interrogé à ce sujet en 2023, le violoniste Daniel Froschauer, président de l'Orchestre philharmonique de Vienne, se contente de déclarer : « Nous aurons une cheffe lorsque le temps sera venu », alors que le chef d'orchestre Franz Welser-Möst, qui dirige le concert cette même année, évoque « une représentation très complexe à diriger » et « un sujet artistique, non politique ».
En 2014, Daniel Barenboim va saluer chaque musicien lors du traditionnel morceau final, la Marche de Radetzky.
En 2021, Riccardo Muti se voit obligé de diriger le concert devant une salle du Musikverein vide de tout public du fait de la crise sanitaire. Grâce à une application conçue par le diffuseur autrichien de l’événement, les applaudissements de quelques milliers de téléspectateurs à travers le monde sont diffusés en direct à la fin des principales parties.
En 2022, le concert accueille à nouveau des spectateurs, mais avec des restrictions : jauge limitée à 1 000 personnes ; masque FFP2 obligatoire ; attestation de vaccination ou de guérison et test PCR négatif.

### Par pays
| Pays       | Chefs | Concerts                                                               |
| ---------- | ----- | ---------------------------------------------------------------------- |
| Autriche   | 7     | 48 : 1939, 1941 à 1979, 1987, 1989, 1992, 2001, 2003, 2011, 2013, 2023 |
| Italie     | 2     | 9 : 1988, 1991, 1993, 1997, 2000, 2004, 2018, 2021, 2025               |
| Lettonie   | 2     | 4 : 2006, 2012, 2016, 2020                                             |
| États-Unis | 1     | 11 : 1980 à 1986, 1994, 1996, 1999, 2005                               |
| Inde       | 1     | 5 : 1990, 1995, 1998, 2007, 2015                                       |
| Argentine  | 1     | 3 : 2009, 2014, 2022                                                   |
| France     | 1     | 2 : 2008, 2010                                                         |
| Allemagne  | 1     | 2 : 2019, 2024                                                         |
| Japon      | 1     | 1 : 2002                                                               |
| Venezuela  | 1     | 1 : 2017                                                               |

Quelques chefs
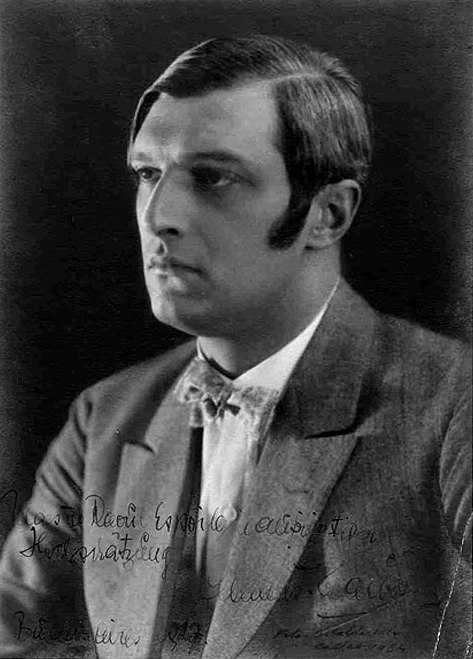
Clemens Krauss[7].
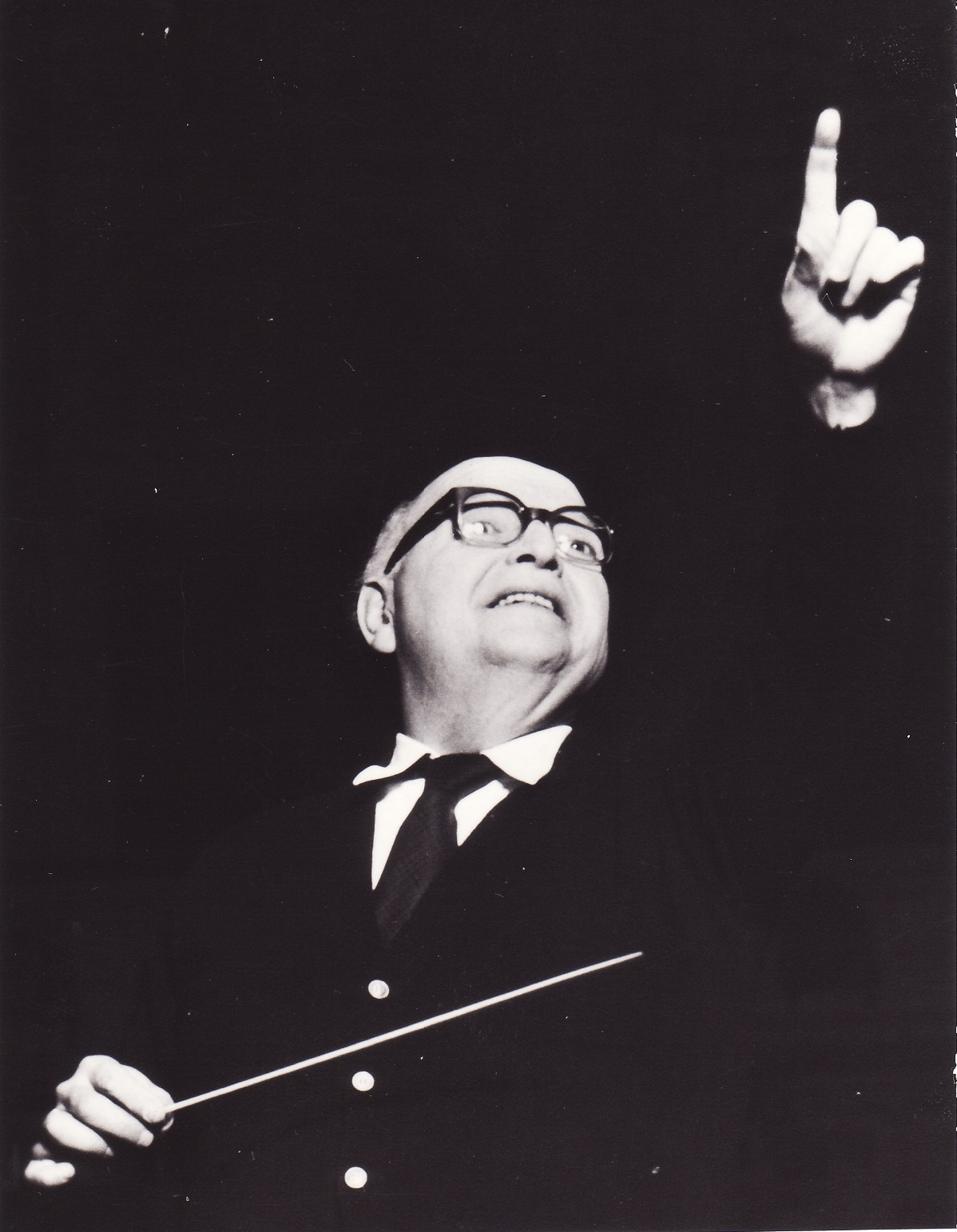
Josef Krips.
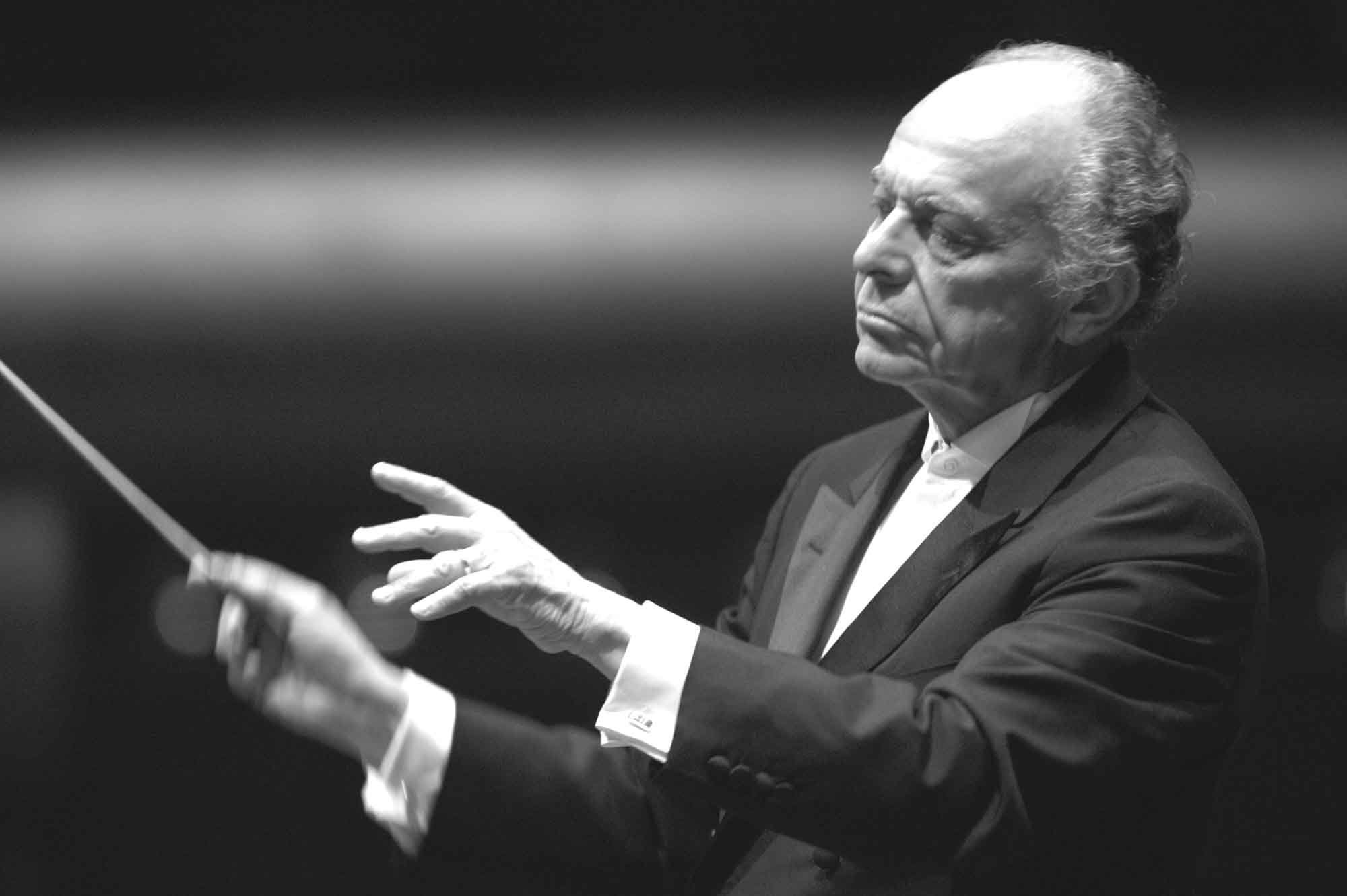
Lorin Maazel.
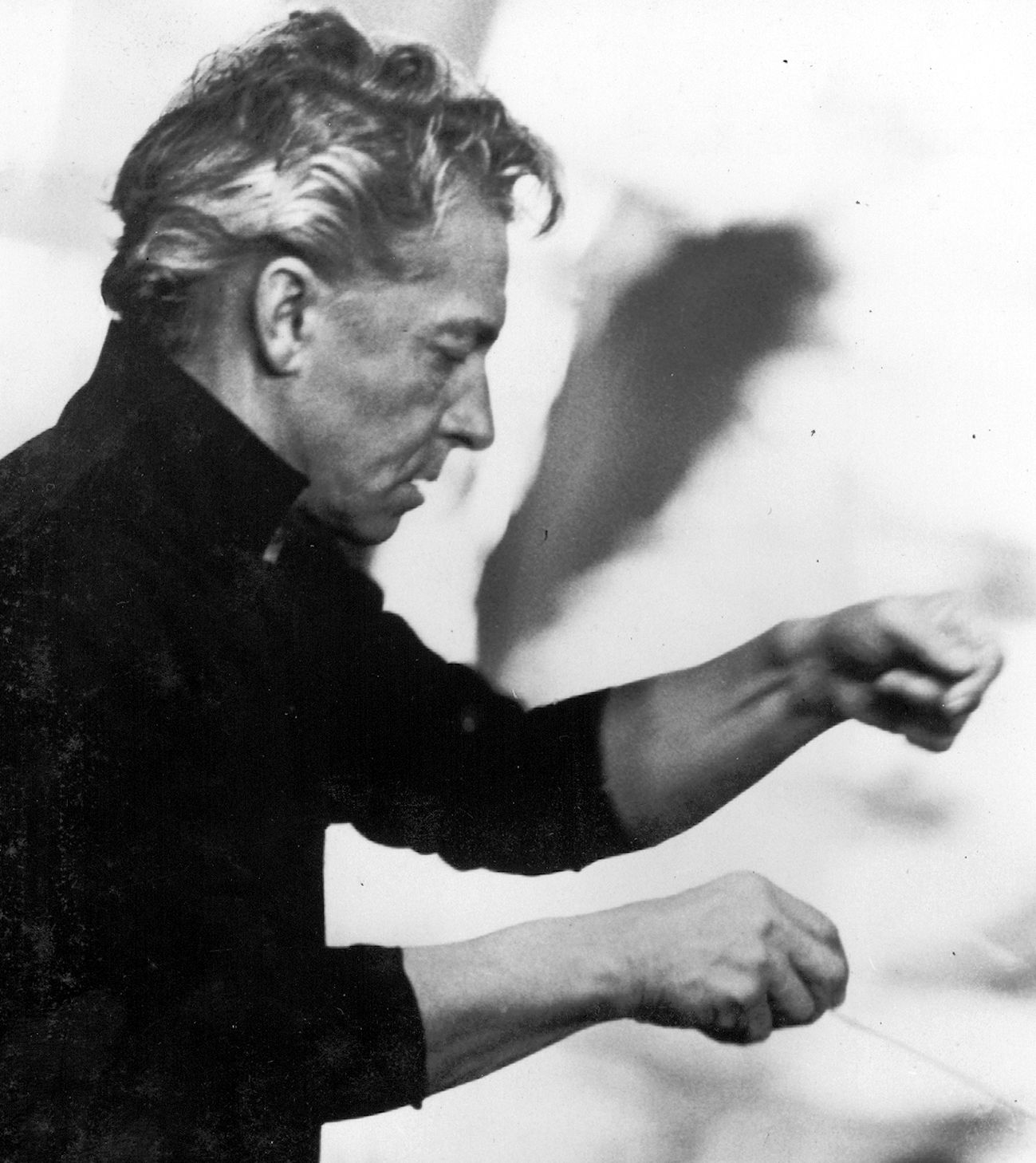
Herbert von Karajan.
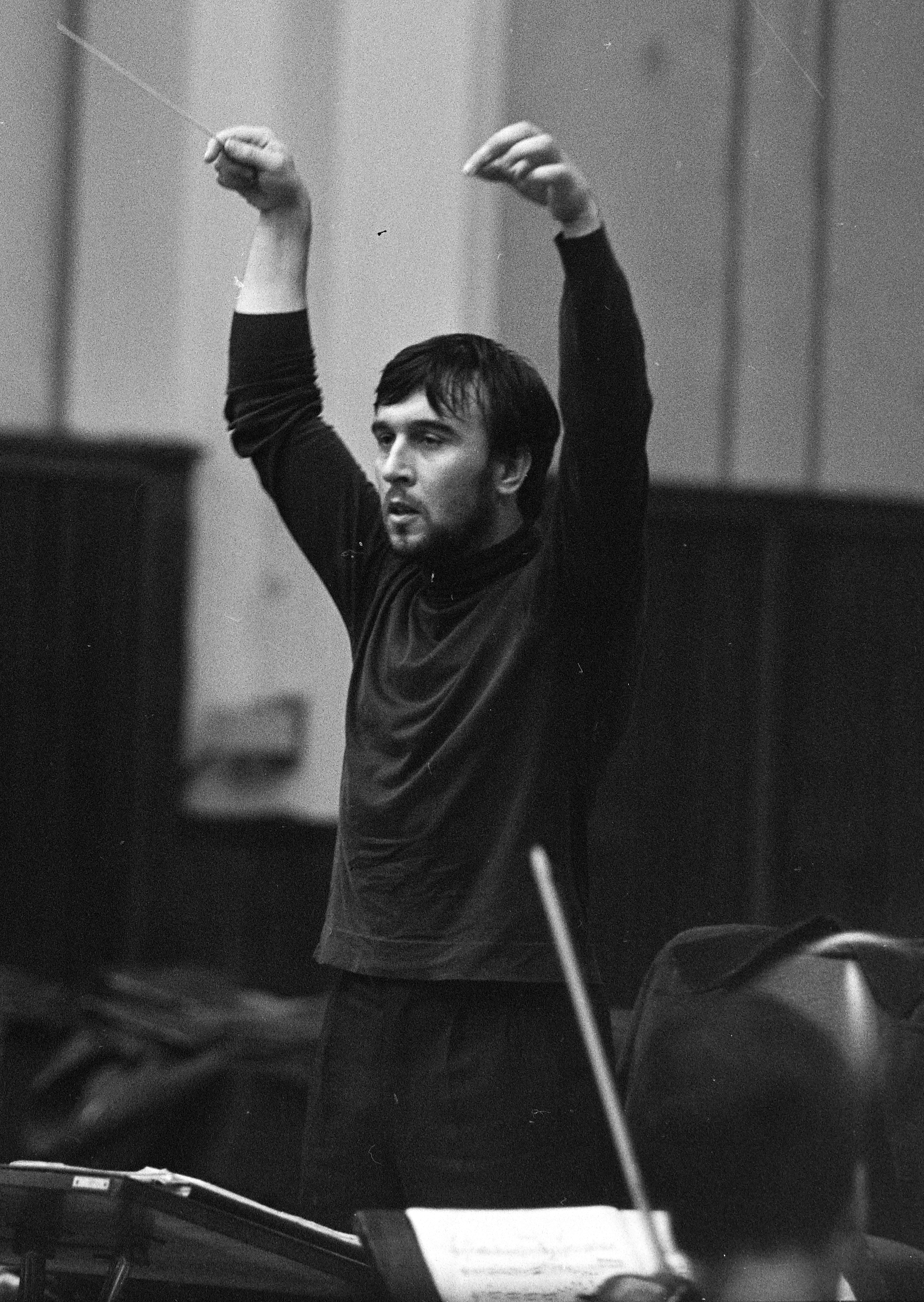
Claudio Abbado.
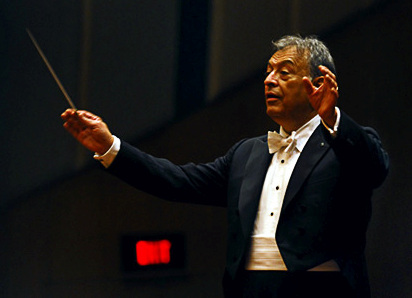
Zubin Mehta.
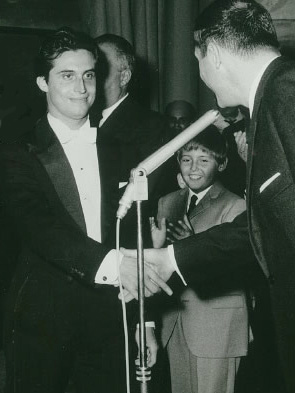
Riccardo Muti.
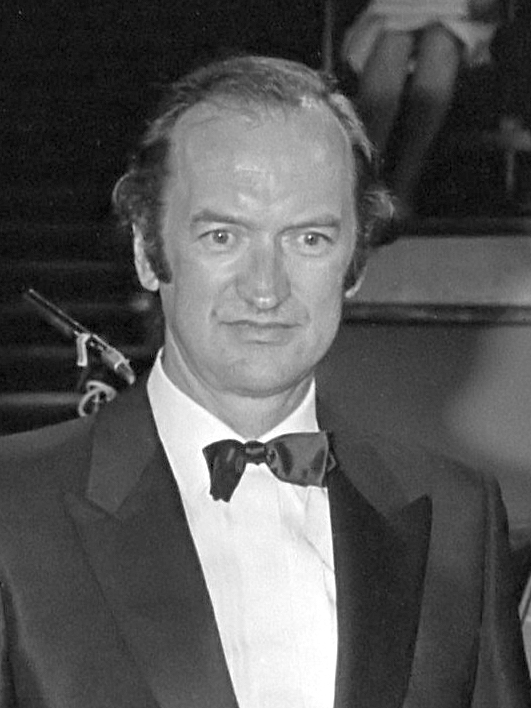
Nikolaus Harnoncourt.
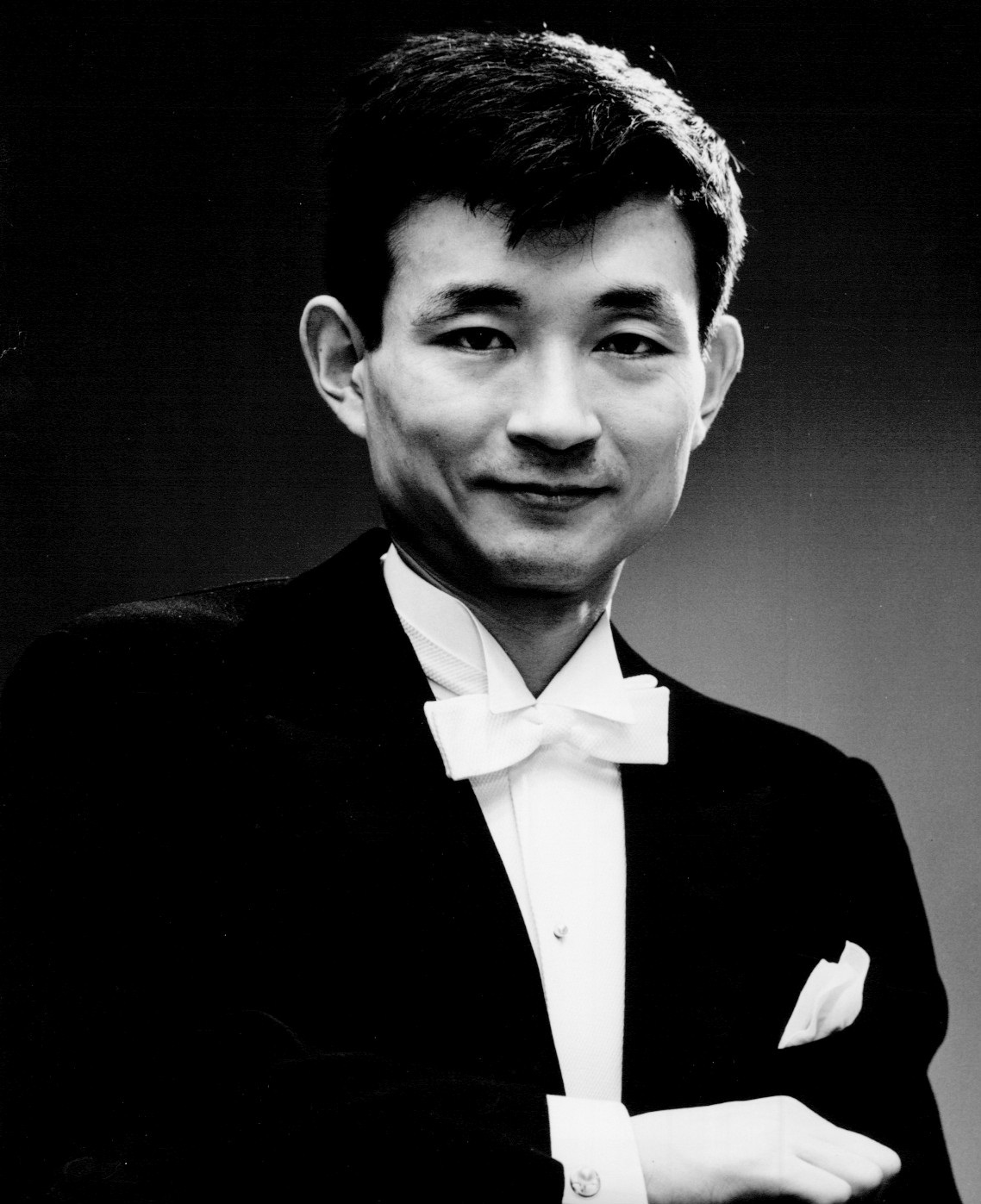
Seiji Ozawa.
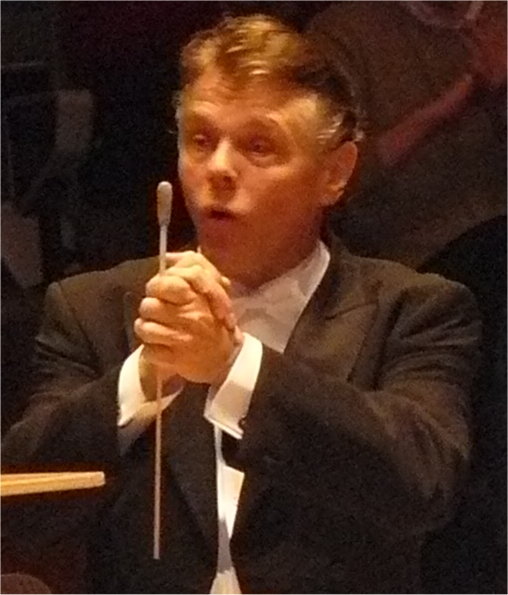
Mariss Jansons.
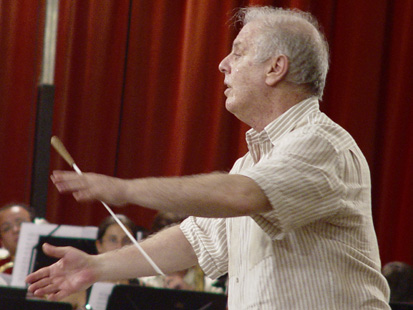
Daniel Barenboim.
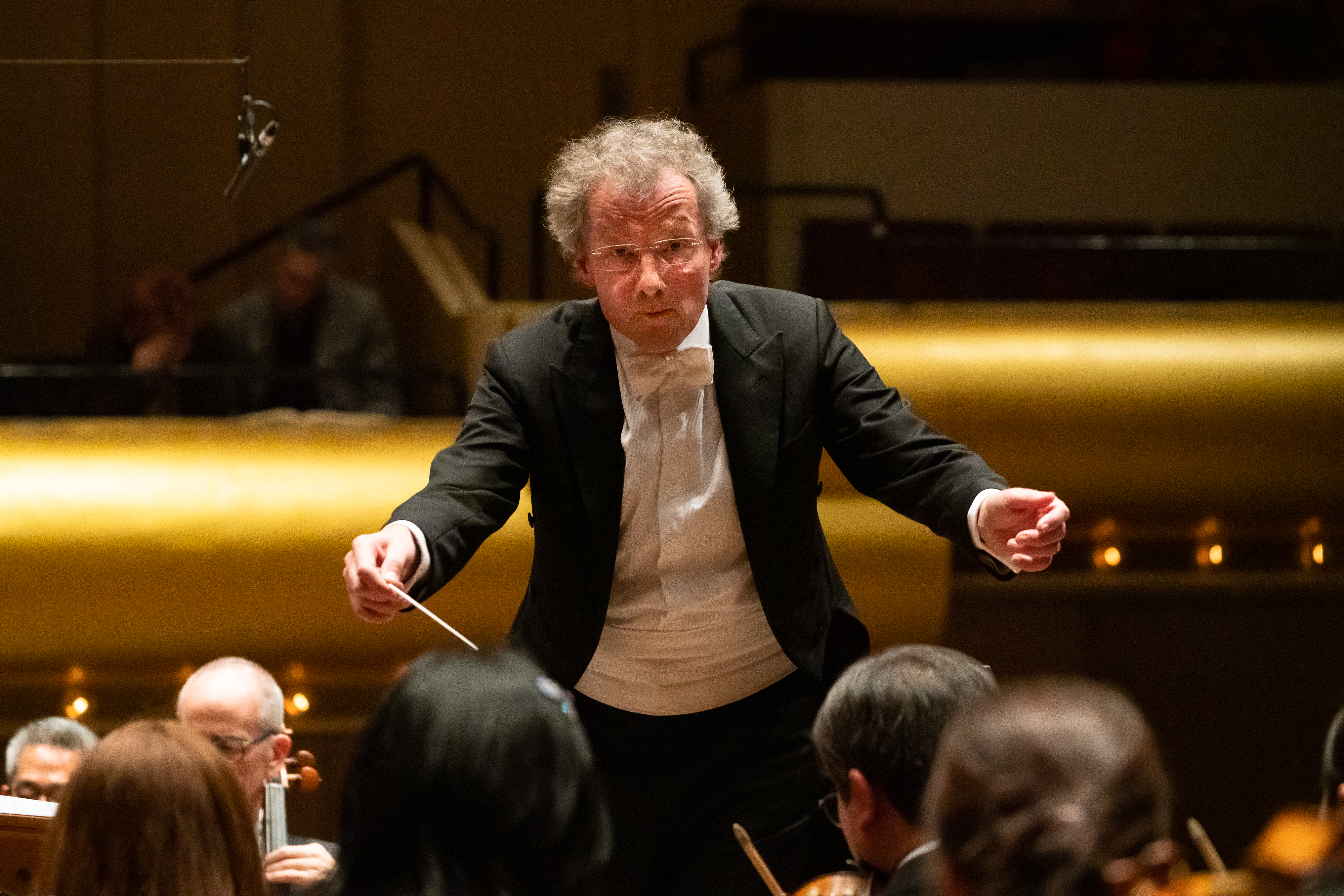
Franz Welser-Möst.
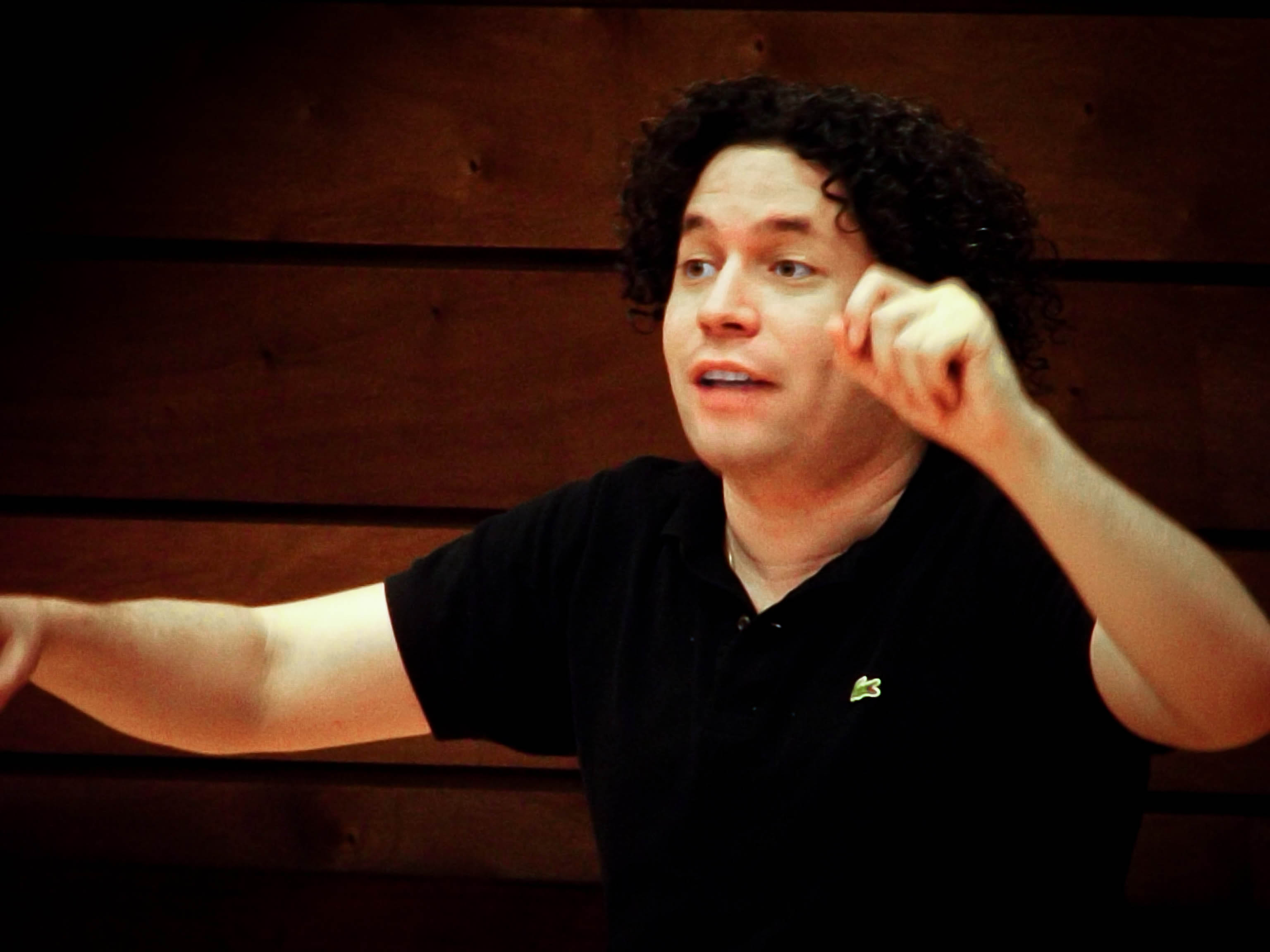
Gustavo Dudamel.
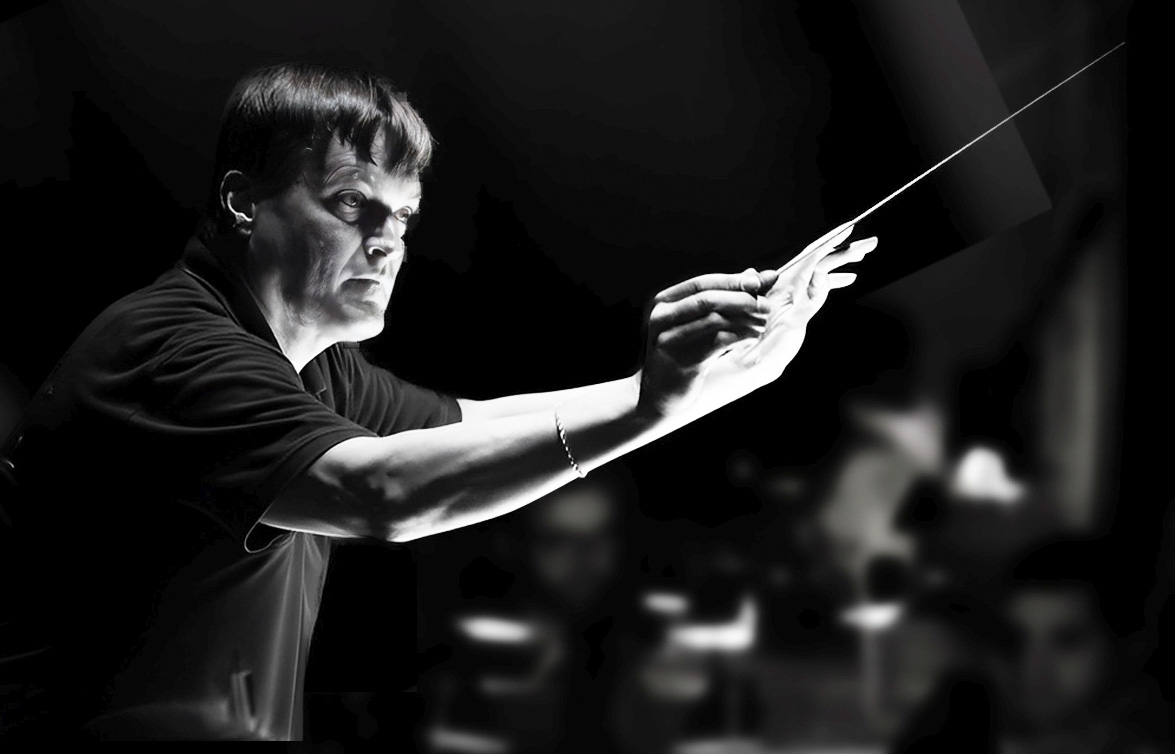
Christian Thielemann.
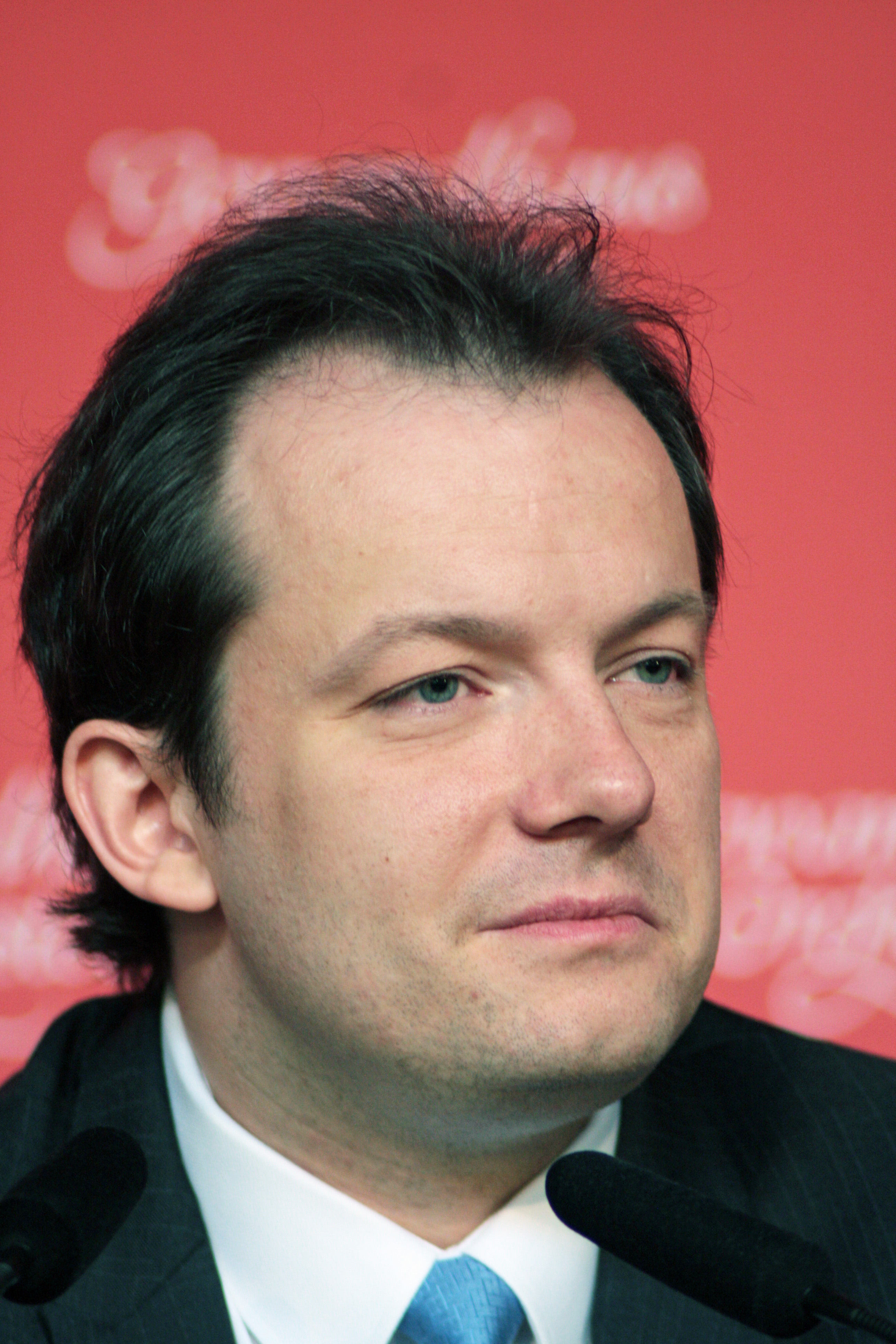
Andris Nelsons.

### Décor floral
Les fleurs qui décorent la salle de concert étaient offertes depuis 1980 par la ville de Sanremo (Ligurie, Italie).
Depuis 2014, l'organisation s'est tournée vers des fournisseurs autrichiens.

### Ballets
En 1961, les morceaux de musique sont pour la première fois accompagnés d’enregistrements de ballet. Les membres du ballet du Volksoper de Vienne dansent, la chorégraphie est reprise par la maîtresse de ballet Dia Luca. Les danses sont initialement exécutées en direct sur la musique qui est transmise à la salle Brahms, voisine du Musikverein, où sont filmés les danseurs. Le ballet est diffusé en surimpression sur les plans montrant le plafond à caissons du Musikverein, ce qui signifie que les ballets ne sont visibles dès l'origine que par les seuls téléspectateurs et non pas par les spectateurs présents à Vienne.
À partir de 1963, des enregistrements pré-produits du ballet sont utilisés. Depuis 1987, la danse en direct est réintroduite, interprétée par le Ballet d’État de Vienne, le ballet de l’Opéra d’État de Bavière et des invités internationaux. En images de fond de la retransmission, certains morceaux sont associés à des séquences filmées montrant des palais autrichiens, des paysages danubiens ou alpestres.

### Le public

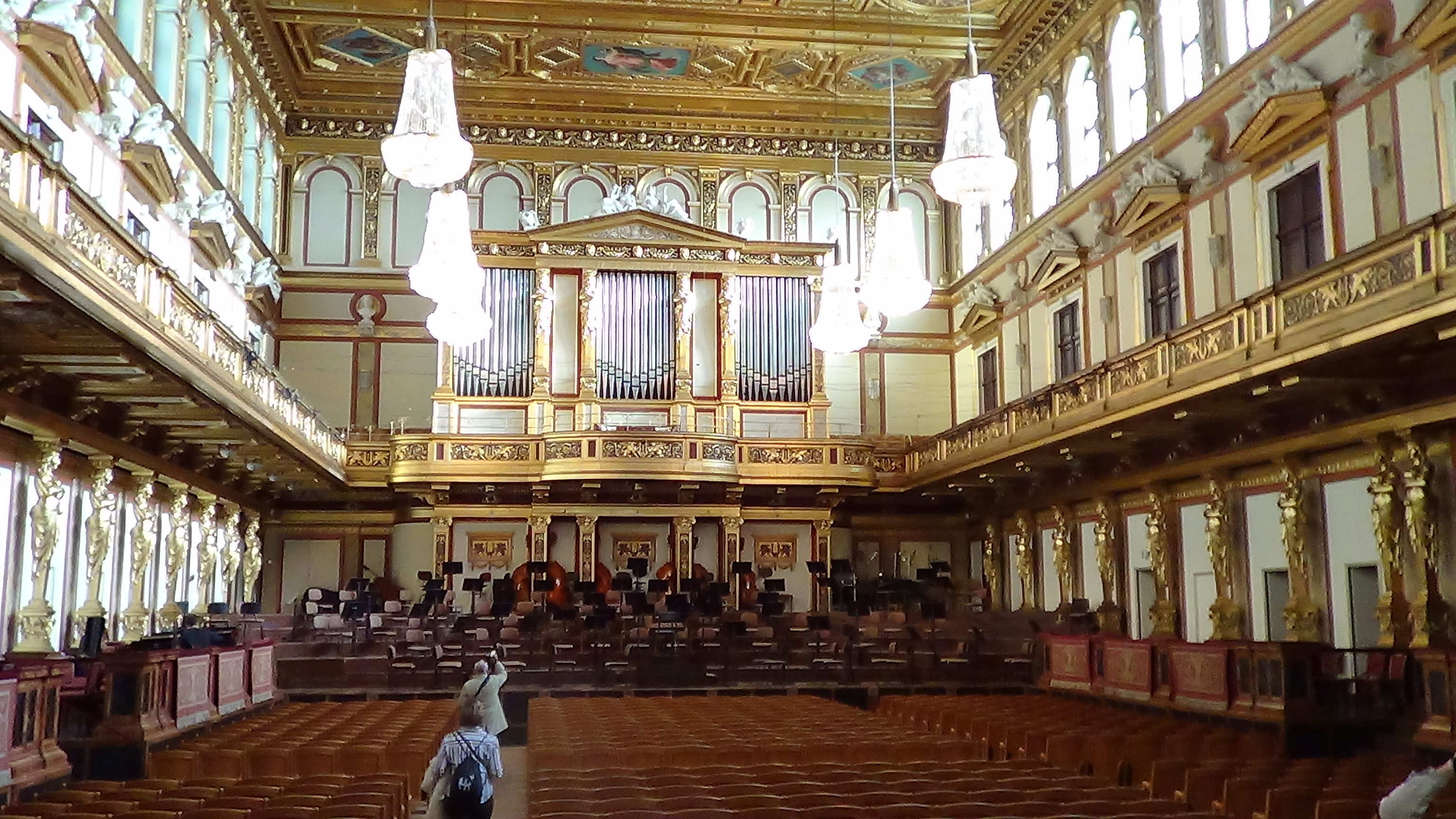
Salle dorée du Musikverein.

La salle du Musikverein peut accueillir 1 744 personnes assises et 300 debout.
De nombreuses places sont réservées à de grandes familles autrichiennes qui se transmettent les abonnements de génération en génération. Le grand public (700 personnes) peut, lui, gagner sa place par un système de loterie auquel il faut s'inscrire un an à l'avance : 60 000 demandes sont de la sorte enregistrées annuellement, ce qui réduit la probabilité d'être tiré au sort à 1 %. Le prix du billet varie de 20 à 1 200 €.

## Télédiffusion à la radio et la télévision

### Eurovision
Depuis 1959, l'événement télévisé est produit par l'ORF, le service de radio-télédiffusion national autrichien, et diffusé en direct non seulement à la radio mais également à la télévision. L'émission ne comprenait à l'origine que la seconde partie du concert après l'entracte et durait 75 minutes. Dès la première retransmission, le concert a été diffusé en Eurovision par l'Union européenne de radio-télévision (UER) à la plupart des grands organismes de radiodiffusion en Europe. Si Wilfried Scheib fut l'initiateur et le premier directeur technique de ces retransmissions, le réalisateur Hermann Lanske (1927-1979) les a fait évoluer et les a perfectionnées. Responsable de 21 concerts du Nouvel An (1959-1979), il s’est effondré lors d’une répétition pour le concert du nouvel an de 1980 et est décédé durant son transport à l’hôpital.
La réalisation a été assurée en 1989, de 1991 à 2009 et en 2011 par le réalisateur britannique Brian Large. En 2010 et 2012, cette tâche a été reprise par Karina Fibich puis, à partir de 2014, par Michael Beyer et, en 2018, par Henning Kasten.
De 1983 à 2007, Ernst Grissemann a commenté le concert en direct pour les téléspectateurs autrichiens. Barbara Rett lui a succédé en 2008. Depuis 2023, le concert est commenté par Teresa Vogl (de) pour les téléspectateurs de l’ORF et de la ZDF.

### Télédiffusion internationale
Le concert du nouvel an de 1966 a été le premier à être diffusé dans le bloc socialiste de l’époque en coopération avec le réseau Intervision (association professionnelle des radio-télédiffuseurs est-européens) auquel était associée l'Autriche. L'internationalisation de l'émission a nécessité de renforcer la production qui associe depuis 1970 l’ORF et la ZDF allemande.
Le concert du nouvel an de 1970 a été diffusé pour la première fois dans un pays non européen (l’Australie) puis de nombreuses premières retransmissions vers l’étranger ont eu lieu (en 1972, le Brésil, Hong Kong, Singapour et Taïwan) avant de se développer année après année. Le concert est également diffusé sur PBS aux États-Unis (à partir de 1985, dans le cadre de l’anthologie des arts de la scène Great Performances, et sous forme abrégée), CCTV en Chine depuis 1987 (retransmis en direct depuis 1989, sauf en 1990) [tout en étant également diffusé en direct par CNR en Chine depuis 2013], NHK au Japon depuis 1973, MetroTV en Indonésie et KBS en Corée du Sud. Pour la première fois en 2006, plusieurs États d'Afrique (Botswana, Lesotho, Malawi, Mozambique, Namibie, Swaziland, Zambie et Zimbabwe) et d'Amérique latine (Équateur et Bolivie) le diffusent à leurs téléspectateurs. Le concert est diffusé pour la première fois en Mongolie, au Sri Lanka et à Trinidad en 2010.
Le nombre de pays dans lesquels le concert est diffusé est passé de 46 en 2004 à 90 en 2013. Le concert du nouvel an 2015 a été diffusé dans 92 pays à travers le monde et regardé par plus de 50 millions de téléspectateurs. En 2016, le concert du nouvel an a été diffusé au Brésil (pour la seconde fois après la diffusion unique de 1972), au Pakistan et au Viêt Nam.
En 2024, la 66e diffusion du concert a eu lieu dans 100 pays. La télédiffusion internationale du concert a acquis une valeur publicitaire considérable pour l'Autriche et la ville de Vienne.
La retransmission du concert du nouvel an a toujours été avant-gardiste en matière de technologies télévisées. Le 1er janvier 1969, elle a été la première émission internationale à être diffusée en couleurs (en PAL analogique) vers les pays diffusant en couleurs. La première diffusion en stéréo analogique a eu lieu en 1981, la première diffusion en TVHD et sur internet le 1er janvier 2010.

#### Film d'entracte
Depuis 1991, l’ORF diffuse le concert dans son intégralité. Les différentes représentations du concert ayant lieu les jours précédents (répétition générale, avant-première du 30 décembre, concert du 31 décembre) ne peuvent fournir une durée de référence pour la diffusion en direct en raison des variations de tempi et des durées d'applaudissement. La durée de l'entracte entre la fin de la première partie du concert et le début de la seconde est comblée par un film dont la durée est adaptée en direct. Ce film d’environ 25 minutes, qui présente les trésors culturels et les richesses naturelles de l'Autriche, est tourné spécialement pour le concert du nouvel an. Bien qu’il ne soit pas repris par toutes les chaînes ou seulement partiellement en raison des publicités diffusées dans chaque pays, le film d'entracte doit être compréhensible sans paroles car il est vu dans le monde entier. Après le film d'entracte, la télédiffusion mondiale en direct impose que la seconde partie du concert commence à une heure exacte.

## Autres concerts du nouvel an

### À Vienne

#### Wiener Hofburg Orchester
Le Wiener Hofburg Orchester organise le 31 décembre et le 1er janvier dans les salles d’apparat de la Hofburg de Vienne ses concerts traditionnels de la Saint-Sylvestre et du Nouvel an.
Le programme comprend les mélodies les plus connues de la musique de valses et d’opérettes de Johann Strauss et Johann Strauss II, d’Emmerich Kálmán et de Franz Lehár ainsi que des airs d’opéra de Wolfgang Amadeus Mozart.

#### La Philharmonica
Le 1er janvier 2025, l'ensemble La Philharmonica, composé de musiciennes membres de l'orchestre philharmonique de Vienne, interprète au Palais Ehrbar (de), pour le nouvel an, des oeuvres de compositrices,,,,.

### Dans le monde
D'autres concerts du nouvel an ont lieu dans plusieurs pays (liste non exhaustive).

#### Au Danemark
L'indicatif de clôture est traditionnellement le Champagne Galop de Hans Christian Lumbye.

#### En Italie
À La Fenice de Venise, où le concert, placé sous le signe de la musique italienne du XIXe siècle, se clôt par un air de La traviata.

#### En France
Le concert du nouvel an donné depuis 2000 par l'orchestre de l'opéra de Massy et un chœur de chanteurs de la communauté d'agglomération de Paris-Saclay se conclut par la Marche de Radetzky ponctuée par le public comme à Vienne.
À l'opéra de Marseille a également lieu chaque année un concert du nouvel an, généralement le premier dimanche de janvier. En 2019 ce concert a eu lieu le 6 janvier .